# Mexico op de Olympische Zomerspelen 1952
Mexico nam deel aan de Olympische Zomerspelen 1952 in Helsinki, Finland. Na de succesvolle Spelen van 1948 was er dit keer maar één medaille te vieren.

## Medailleoverzicht
| Sport          | Olympiër        | Onderdeel     | Medaille |
| -------------- | --------------- | ------------- | -------- |
| Schoonspringen | Joaquin Capilla | 10m toren (m) | Zilver   |

## Deelnemers en resultaten
(m) = mannen, (v) = vrouwen 

### Atletiek
| Olympiër       | Discipline               | Resultaat | Prestatie                     |
| -------------- | ------------------------ | --------- | ----------------------------- |
| Javier Souza   | 100m (m)                 | 49e       | serie 3: 5de in 11,32         |
| Javier Souza   | 400m (m)                 | 56e       | serie 6: 5de in 50,47         |
| Jorge Aguilera | polsstokhoogspringen (m) | DNS       | niet gestart                  |
|                |                          |           |                               |
| Amalia Yubi    | speerwerpen (v)          | 19e       | kwalificatie: 19de met 35,59m |

### Basketbal
| Olympiër | Discipline | Resultaat | Prestatie                                                                         |
| --- | ---------- | --------- | --------------------------------------------------------------------------------- |
| Emilio López Fernando Rojas José Rojas Filiberto Manzo Héctor Guerrero Jorge Cardiel Carlos Bru José Meneses José Cabrera Píoquinto Soto Rolando Rubalcava Rubén Almanza Sergio Holguín | mannen     | 9e        | groep 2: 3de W van Finland: 66-48 V van Bulgarije: 44-52 V van Sovjet-Unie: 62-71 |

| Groep 2 |             |             |             |             |        |        |        |        |
| №       | Land        | Wedstrijden | Wedstrijden | Wedstrijden | Punten | Punten | Punten | Punten |
| №       | Land        | G           | W           | V           | V      | T      | Saldo  | Punten |
| 1       | Sovjet-Unie | 3           | 3           | 3           | 192    | 143    | +49    | 6      |
| 2       | Bulgarije   | 3           | 2           | 1           | 163    | 182    | −19    | 5      |
| 3       | Mexico      | 3           | 1           | 2           | 172    | 171    | +1     | 4      |
| 4       | Finland     | 3           | 0           | 3           | 147    | 178    | −31    | 3      |

| Ronde      | Plaats      | Land  | Score   | Land |
| ---------- | ----------- | ----- | ------- | ---- |
| Groepsfase |             |       |         |      |
| Helsinki   | Mexico      | 66-48 | Finland |      |
| Helsinki   | Bulgarije   | 52-44 | Mexico  |      |
| Helsinki   | Sovjet-Unie | 71-62 | Mexico  |      |

### Boksen
| Olympiër     | Discipline | Resultaat | Prestatie                                                                  |
| ------------ | ---------- | --------- | -------------------------------------------------------------------------- |
| Jesús Tello  | -51kg (m)  | 16e       | 1ste ronde: V van CEY Handunge: 1-2                                        |
| Raúl Macías  | -54kg (m)  | 9e        | 1ste ronde: W van VEN Amaya: 3-0 2de ronde: V van URS Garbuzov: 0-3        |
| José Dávalos | -67kg (m)  | 9e        | 1ste ronde: W van PHI Tuñacao: knock-out 2de ronde: V van POL Chychła: 0-3 |

### Gewichtheffen
| Olympiër       | Discipline  | Resultaat | Prestatie                                                                                    |
| -------------- | ----------- | --------- | -------------------------------------------------------------------------------------------- |
| David Pimentel | -75kg (m)   | 21e       | drukken: 9de met 102,5kg trekken: 21ste met 95kg stoten: geen geldige poging totaal: 191,5kg |
| Armando Rueda  | -82,5kg (m) | 12e       | drukken: 9de met 115kg trekken: 14de met 107,5kg stoten: 16de met 137,5kg totaal: 360kg      |

### Moderne vijfkamp
| Olympiër       | Discipline      | Resultaat | Prestatie  |
| -------------- | --------------- | --------- | ---------- |
| Antonio Almada | individueel (m) | 44e       | 193 punten |
| José Pérez     | individueel (m) | 38e       | 163 punten |
| David Romero   | individueel (m) | 47e       | 202 punten |

### Paardensport
| Olympiër                                       | Discipline  | Resultaat | Prestatie                                                                                          |
| Eventing                                       | Eventing    | Eventing  | Eventing                                                                                           |
| ---------------------------------------------- | ----------- | --------- | -------------------------------------------------------------------------------------------------- |
| Mario Becerril                                 | individueel | 21e       | 196,33 strafpunten                                                                                 |
| Springconcours                                 |             |           | |
| Humberto Mariles                               | individueel | 6e        | 1ste ronde: 2de met 4 strafpunten 2de ronde: 3de met 4,75 strafpunten totaal: 8,75 strafpunten     |
| Víctor Saucedo                                 | individueel | 25e       | 1ste ronde: 5de met 12 strafpunten 2de ronde: 7de met 12 strafpunten totaal: 24 strafpunten        |
| Roberto Viñals                                 | individueel | 35e       | 1ste ronde: 10de met 20 strafpunten 2de ronde: 7de met 12 strafpunten totaal: 32 strafpunten       |
| Humberto Mariles Víctor Saucedo Roberto Viñals | team        | 9e        | 1ste ronde: 8ste met 36 strafpunten 2de ronde: 6de met 28,75 strafpunten totaal: 64,75 strafpunten |

### Schermen
| Olympiër      | Discipline | Resultaat | Prestatie                                                                           |
| ------------- | ---------- | --------- | ----------------------------------------------------------------------------------- |
| Antonio Haro  | degen (m)  | 21e       | 1ste ronde groep 1: 1ste met 5 overwinningen kwartfinale 1: 5de met 4 overwinningen |
| Emilio Meraz  | degen (m)  | 26e       | 1ste ronde groep 2: 4de met 4 overwinningen kwartfinale 2: 5de met 3 overwinningen  |
| Benito Ramos  | degen (m)  | 35e       | 1ste ronde groep 7: 3de met 4 overwinningen                                         |
| Antonio Haro  | floret (m) | DNS       | niet gestart                                                                        |
| Emilio Meraz  | floret (m) | DNS       | niet gestart                                                                        |
| Benito Ramos  | floret (m) | 33e       | 1ste ronde groep 1: 1ste met 4 overwinningen kwartfinale 4: 7de met 1 overwinning   |
| Rafael Cámara | sabel (m)  | 48e       | 1ste ronde groep 4: 7de met 2 overwinningen                                         |
| Antonio Haro  | sabel (m)  | 20e       | 1ste ronde groep 3: 3de met 4 overwinningen kwartfinale 1: 6de met 3 overwinningen  |
| Benito Ramos  | sabel (m)  | 48e       | 1ste ronde groep 5: 5de met 2 overwinningen                                         |

### Schietsport
| Olympiër               | Discipline              | Resultaat | Prestatie                       |
| ---------------------- | ----------------------- | --------- | ------------------------------- |
| Raúl Ibarra            | 50m pistool (m)         | 13e       | 530 punten: (82-88-89-87-91-92) |
| José Reyes Rodríguez   | 50m pistool (m)         | 18e       | 523 punten: (86-82-89-87-92-87) |
| Ernesto Montemayor Sr. | 25m snelvuurpistool (m) | 15e       | 565 punten: (284-281)           |
| Carlos Rodríguez       | 25m snelvuurpistool (m) | 18e       | 561 punten: (279-282)           |

### Schoonspringen
| Olympiër        | Discipline    | Resultaat | Prestatie                                                                                        |
| --------------- | ------------- | --------- | ------------------------------------------------------------------------------------------------ |
| Alberto Capilla | 3m plank (m)  | 20e       | voorronde: 20ste met 61,85 punten                                                                |
| Joaquín Capilla | 3m plank (m)  | 4e        | voorronde: 4de met 79,82 punten halve finale: 4de met 98,91 punten finale: 4de met 178,33 punten |
| Rodolfo Perea   | 3m plank (m)  | 19e       | voorronde: 19de met 62,36 punten                                                                 |
| Alberto Capilla | 10m toren (m) | 5e        | voorronde: 5de met 72,95 punten halve finale: 4de met 63,49 punten finale: 5de met 136,44 punten |
| Joaquín Capilla | 10m toren (m) | Zilver    | voorronde: 2de met 78,46 punten halve finale: 2de met 66,75 punten finale: 2de met 145,21 punten |
| Rodolfo Perea   | 10m toren (m) | 6e        | voorronde: 6de met 72,88 punten halve finale: 6de met 55,40 punten finale: 6de met 128,28 punten |
|                 |               |           |                                                                                                  |
| Irma Lozano     | 10m toren (v) | 13e       | voorronde: 13de met 33,33 punten                                                                 |
| Carlota Ríos    | 10m toren (v) | 10e       | voorronde: 10de met 39,76 punten                                                                 |

### Waterpolo
| Olympiër | Discipline | Resultaat | Prestatie                         |
| --- | ---------- | --------- | --------------------------------- |
| Gustavo Olguín Juan Trejo Arturo Coste Manuel Castro José Olguín Otilio Olguín Modesto Martínez F. Cendejas V. Menéndez Rodrigo Santoyo | mannen     | 17e       | 1ste ronde: V van Hongarije: 4-12 |

### Wielersport
| Olympiër                                                  | Discipline            | Resultaat | Prestatie      |
| --------------------------------------------------------- | --------------------- | --------- | -------------- |
| Julio Cepeda                                              | wegwedstrijd (m)      | DNF       | niet gefinisht |
| Ricardo García                                            | wegwedstrijd (m)      | DNF       | niet gefinisht |
| Francisco Lozano                                          | wegwedstrijd (m)      | DNF       | niet gefinisht |
| Angel Romero                                              | wegwedstrijd (m)      | 45e       | 5:24.33,9      |
| Julio Cepeda Ricardo García Francisco Lozano Angel Romero | wegwedstrijd team (m) | DNF       | niet gefinisht |

### Worstelen
| Olympiër             | Discipline  | Resultaat   | Prestatie                                                                    |
| Vrije stijl          | Vrije stijl | Vrije stijl | Vrije stijl                                                                  |
| -------------------- | ----------- | ----------- | ---------------------------------------------------------------------------- |
| Rodolfo Dávila       | -52kg (m)   | 9e          | 1ste ronde: V van RSA Baise: 0-3 2de ronde: vrij 3de ronde: V van JPN Kitano |
| Leonardo Basurto     | -57kg (m)   | 13e         | 1ste ronde: V van GER Schmitz 2de ronde: V van IND Jadhav                    |
| Mario Tovar González | -67kg (m)   | 17e         | 1ste ronde: V van BEL Cools: 0-3 2de ronde: V van DEN Østrand: 0-3           |
| Antonio Rosado       | -73kg (m)   | 14e         | 1ste ronde: V van USA Smith 2de ronde: V van ARG Longarella                  |
| Eduardo Assam        | -79kg (m)   | 12e         | 1ste ronde: V van GER Gocke: 0-3 2de ronde: V van TUR Zafer                  |

### Zwemmen
| Olympiër                                                  | Discipline            | Resultaat | Prestatie               |
| --------------------------------------------------------- | --------------------- | --------- | ----------------------- |
| Alberto Isaac                                             | 100m vrije slag (m)   | DNS       | serie 2: niet gestart   |
| Juan Lanz                                                 | 100m vrije slag (m)   | 30e       | serie 5: 3de in 1.00,9  |
| René Muñiz                                                | 100m vrije slag (m)   | 25e       | serie 1: 3de in 1.00,5  |
| César Borja                                               | 400m vrije slag (m)   | DNS       | serie 6: niet gestart   |
| Efrén Fierro                                              | 400m vrije slag (m)   | DNS       | serie 8: niet gestart   |
| Tonatiuh Gutiérrez                                        | 400m vrije slag (m)   | DNS       | serie 2: niet gestart   |
| César Borja                                               | 1500m vrije slag (m)  | 19e       | serie 4: 3de in 19.43,3 |
| Efrén Fierro                                              | 1500m vrije slag (m)  | 21e       | serie 2: 3de in 19.55,8 |
| Tonatiuh Gutiérrez                                        | 1500m vrije slag (m)  | 12e       | serie 1: 3de in 19.18,9 |
| Guillermo Fierro                                          | 100m rugslag (m)      | DNS       | serie 5: niet gestart   |
| Clemente Mejía                                            | 100m rugslag (m)      | 23e       | serie 2: 3de in 1.10,7  |
| Óscar Cendejas                                            | 200m schoolslag (m)   | DNS       | serie 5: niet gestart   |
| Alejandro Fierro                                          | 200m schoolslag (m)   | DNS       | serie 1: niet gestart   |
| Walter Ocampo                                             | 200m schoolslag (m)   | 21e       | serie 3: 4de in 2.44,8  |
| César Borja Efrén Fierro Tonatiuh Gutiérrez Alberto Isaac | 4x200m vrije slag (m) | 14e       | serie 3: 6de in 9.15,7  |

Argentinië · Australië · Bahama's · België · Bermuda · Birma · Brazilië · Brits-Guiana · Bulgarije · Canada · Ceylon · Chili · China · Cuba · Denemarken · Duitsland · Egypte · Filipijnen · Finland · Frankrijk · Goudkust · Griekenland · Groot-Brittannië · Guatemala · Hongarije · Hongkong · Ierland · IJsland · India · Indonesië · Iran · Israël · Italië · Jamaica · Japan · Joegoslavië · Libanon · Liechtenstein · Luxemburg · Mexico · Monaco · Nederland · Nederlandse Antillen · Nieuw-Zeeland · Nigeria · Noorwegen · Oostenrijk · Pakistan · Panama · Polen · Portugal · Puerto Rico · Roemenië · Saarland · Singapore ·  Sovjet-Unie · Spanje · Thailand · Trinidad en Tobago · Tsjecho-Slowakije · Turkije · Uruguay · Venezuela · Verenigde Staten · Vietnam · Zuid-Afrika · Zuid-Korea · Zweden · Zwitserland